# Irina Müller
Irina Müller, född den 10 oktober 1951 i Leipzig i Tyskland, är en östtysk roddare.
Hon tog OS-guld i åtta med styrman i samband med de olympiska roddtävlingarna 1976 i Montréal.